# Cristian Canton Ferrer
Cristian Canton y Ferrer (Tarrasa, Barcelona; 1980) es un escritor, musicólogo y pianista español, conocido por sus contribuciones al redescubrimiento de músicos catalanes en América y al estudio de las migraciones históricas catalanas, ejes centrales de su producción literaria.

## Biografía
De formación principalmente científica, se introduce en el mundo de la creación literaria y en la investigación musicológica y de las migraciones entre Cataluña y América a razón de una investigación sobre la vida del músico Luis Gonzaga Jordá, de la que resultó su primera obra en este campo en el año 2010, la biografía de este músico. Esta investigación musical lo llevó a viajar asiduamente a México donde entró en contacto con los círculos culturales musicales de la capital mexicana, encabezados principalmente por el historiador Guillermo Tovar de Teresa y la pianista Silvia Navarrete. Fruto de estas colaboraciones, Canton localizó el manuscrito de la Cantata Independencia de Luis Gonzaga Jordá que se interpretó por primera vez durante las celebraciones del bicentenario de la Independencia de México.
El año 2010, coincidiendo con el bicentenario de la Independencia de México, recibió el encargo de escribir la biografía del compositor catalán Jaime Nunó, autor del Himno Nacional Mexicano, hecho que lo llevó a viajar intensamente por América hasta encontrar al único descendiente de este músico. La recuperación de fondo documental de este compositor permitió a Canton escribir, en colaboración con Raquel Tovar Abad, la primera biografía completa de Nunó, reivindicando la importancia de los músicos catalanes en América. En esta misma línea, en 2012, publica la primera edición crítica de las obras de Jaime Nunó a partir de sus manuscritos originales. Canton también es conocido por su investigación y promoción del papel de la mujer en la música del siglo XIX.
En 2010 fundó la editorial Mozaic Editions con sedes en Oxford y Barcelona que tiene por objetivo publicar y dar a conocer el patrimonio de compositores catalanes casi desconocidos en Cataluña pero de cierta fama en América. Para asegurar la actividad de investigación asociada a Mozaic Editions, Canton donó a esta editorial su biblioteca personal de cerca de 12.000 partituras, principalmente manuscritos y primeras ediciones de compositores latino-americanos de los siglos XVII-XIX.
Paralelamente ha estudiado la relación entre Cataluña y México, a través de la Asociación Cultural Mexicano Catalana, de la que es miembro, realizando conferencias tanto en México como en Cataluña.
Aparte de sus actividades literarias y musicales, Canton es doctor en ingeniería por la Universidad Politécnica de Cataluña y es autor de numerosas publicaciones en el campo de la interacción hombre-máquina. En virtud de su trayectoria académica, el año 2009 fue seleccionado para coprotagonizar un anuncio publicitario de la Universidad Politécnica de Cataluña. De sus contribuciones científicas cabe destacar la introducción del concepto de structural annealing dentro de los métodos de Monte Carlo. Durante su etapa académica en la Universidad Politécnica de Cataluña, Canton fue seleccionado, juntamente con un equipo formado por investigadores catalanes, el año 2002, a colaborar con la Agencia Espacial Europea en uno de los primeros  vuelos parabólicos. Los experimentos, que se desarrollaron supervisados por el astronauta holandés Wubbo Ockels, demostraron que sería posible hacer crecer plantas en suelo lunar.
Sus investigaciones y publicaciones han sido apoyadas y/o galardonadas por el Ayuntamiento de Masias de Roda (2009), el Centre de Cultura Contemporània de Barcelona (2010), la Casa América Cataluña (2010), el Ayuntamiento de San Juan de las Abadesas (2010), la Diputación de Gerona (2010), el Consulado General de México en Barcelona (2010), el Instituto Ramon Llull (2011, 2012), el Consejo Nacional para la Cultura y las Artes de México (2011) y el Instituto Nacional de Bellas Artes de México (2012), entre otros.
Actualmente combina sus actividades musicológicas con la docencia y la investigación científica en el campo de la inteligencia artificial.

## Obras
- Cristian Canton et al. Centenario 1910 México. Ed. Fundación Conmemoraciones 2010, A.C. Sextil Editores, 2009. ISBN 978-60-779-0900-2
- Cristian Canton. Vida i obra de Luis G. Jordà (1869-1951). El músic de les Masies de Roda que va triomfar a México. Ed. Ayuntamiento de Masias de Roda, 2010. ISBN 978-84-606-5055-3
- Cristian Canton y Raquel Tovar. Jaime Nunó. Un santjoaní a América. Ed. Casa América-Cataluña, 2010. ISBN 978-84-857-3654-6
- Cristian Canton y Raquel Tovar. Jaime Nunó. Un sanjuanense en América. Ed. Casa América-Cataluña, 2010. ISBN 978-84-857-3655-3
- Cristian Canton. Luis G. Jordà: Un músico catalán en el México porfiriano. Mozaic Editions, 2011. (Con prólogo de Guillermo Tovar de Teresa)
- Cristian Canton. Jaume Nunó: su legado musical. Coedición del Fondo Nacional para la Cultura y las Artes / Consejo Nacional para la Cultura y las Artes y Mozaic Editions, 2012. ISMN 979-0-9002212-5-4
- Cristian Canton. Músics catalans a América: amb la música a una altra banda, 2013 (en revisión).
- Cristian Canton. Un perfum tan llunyà (novela), 2013 (en revisión).